# エールリネール
エールリネール（Airlinair）はフランスに存在していた航空会社。

## 概要
エールフランスなど大手航空会社の地方便を委託運航している。1998年創設、1999年に運航開始。
2013年3月にブリテールなどと共にエールフランスを親会社とするリージョナル航空会社オップ!に統合された。

## 就航都市
2005年現在で、以下の都市に定期便を運航していた。
- オーリャック
- ベルジュラック
- ベジエ
- ブリーヴ＝ラ＝ガイヤルド
- カストル
- ラ＝ロシェル
- リヨン
- パリ
- ペリグー
- ポワチエ

## 使用機材
- ATR 42-300
- ATR 42-320
- ATR 42-500
- ATR 72-200
- ATR 72-210
- ATR 72-500 （一機受注中）